# Orlando furioso
Pour les articles homonymes, voir Orlando furioso (homonymie).
Orlando furioso (ou Roland furieux) est un poème épique en italien composé par Ludovico Ariosto, dit l'Arioste, au début du XVIe siècle. Il comporte 46 chants en ottava rima, comptant 38 736 vers.

## L'œuvre et son contexte

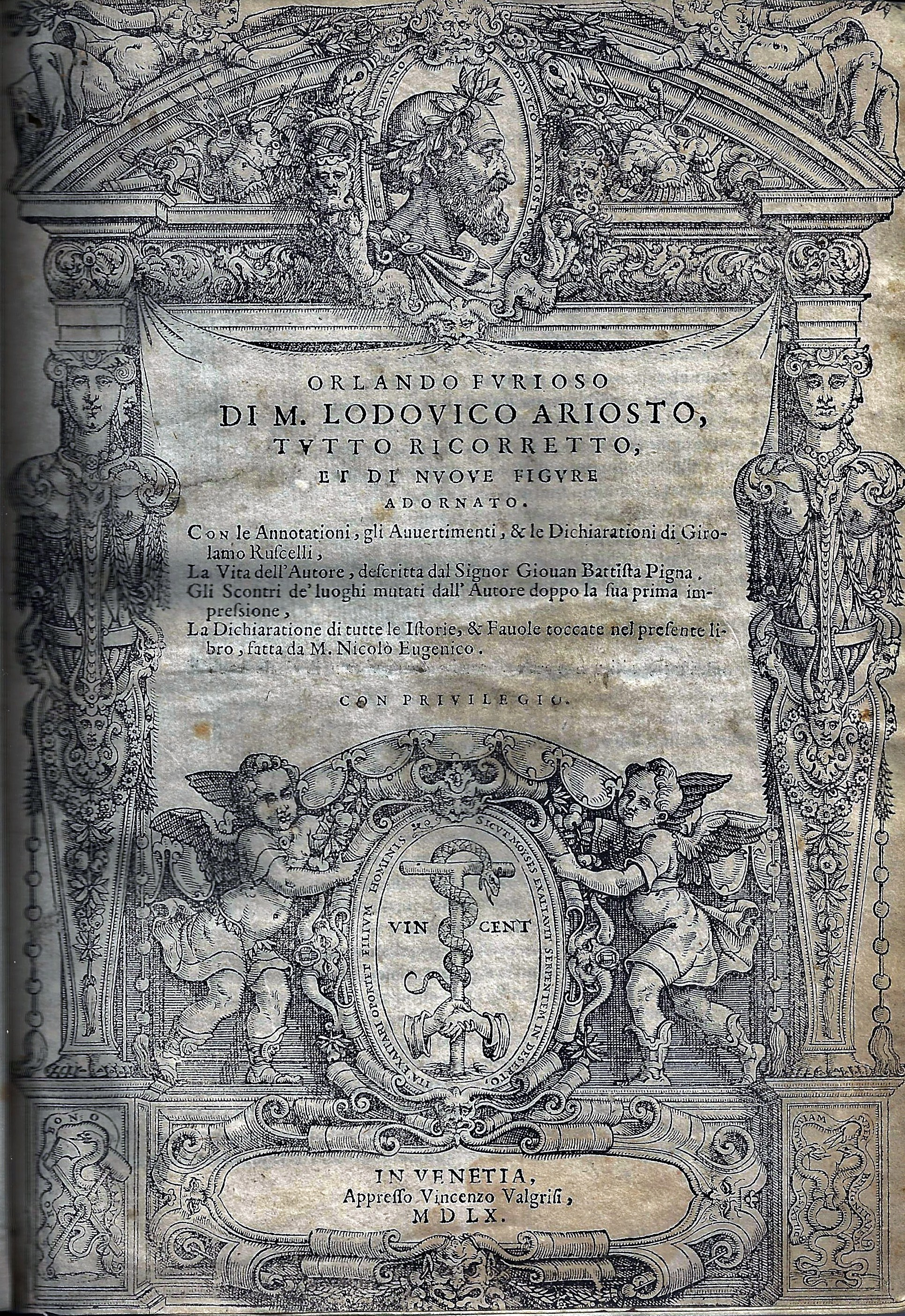
Édition de 1560
par Vicente Valgrisi à Venise.

Le poème, dont la rédaction a commencé en 1505, a connu une première publication en 1516, puis a été repris et développé en 1521 et achevé en 1532. D'abord rédigé dans le dialecte italien utilisé à Ferrare, il a été adapté par l'auteur en toscan littéraire.
L'Arioste a conçu son chef-d'œuvre comme une suite du Roland amoureux de Matteo Maria Boiardo. Il prend comme trame de fond la guerre entre Charlemagne et les Sarrasins, lesquels sont sur le point d'envahir l'Europe. Parmi les héros, on retrouve ceux des chansons de geste du Moyen Âge, tels Renaud de Montauban, Merlin et Roland dont la fureur est causée par la fuite d'Angélique, une princesse païenne qu'il aime et cherche à délivrer.
L'ouvrage traite aussi des aventures du Sarrasin Roger (Ruggero) (it), ensorcelé par la magicienne Alcina, et de son amante chrétienne, la guerrière Bradamante, un couple que l'auteur présente comme les ancêtres de ses protecteurs, le duc de Ferrare et son frère le cardinal Hippolyte Ier d'Este. Lorsque le poète remit à ce dernier la première version de son poème, le cardinal lui aurait dit : « Messire Louis, où diable avez-vous pris toutes ces sottises ? »
Cet ouvrage est considéré « comme le résumé de toute une littérature, le dernier roman de chevalerie, celui où se condensent toutes les qualités du genre, qui n'en a aucun des défauts et qui, enfin, est écrit par un grand poète ».
Il a connu un succès constant durant plus de trois siècles et a inspiré de nombreuses adaptations au théâtre, à l'opéra et dans la peinture.

## Trame du récit

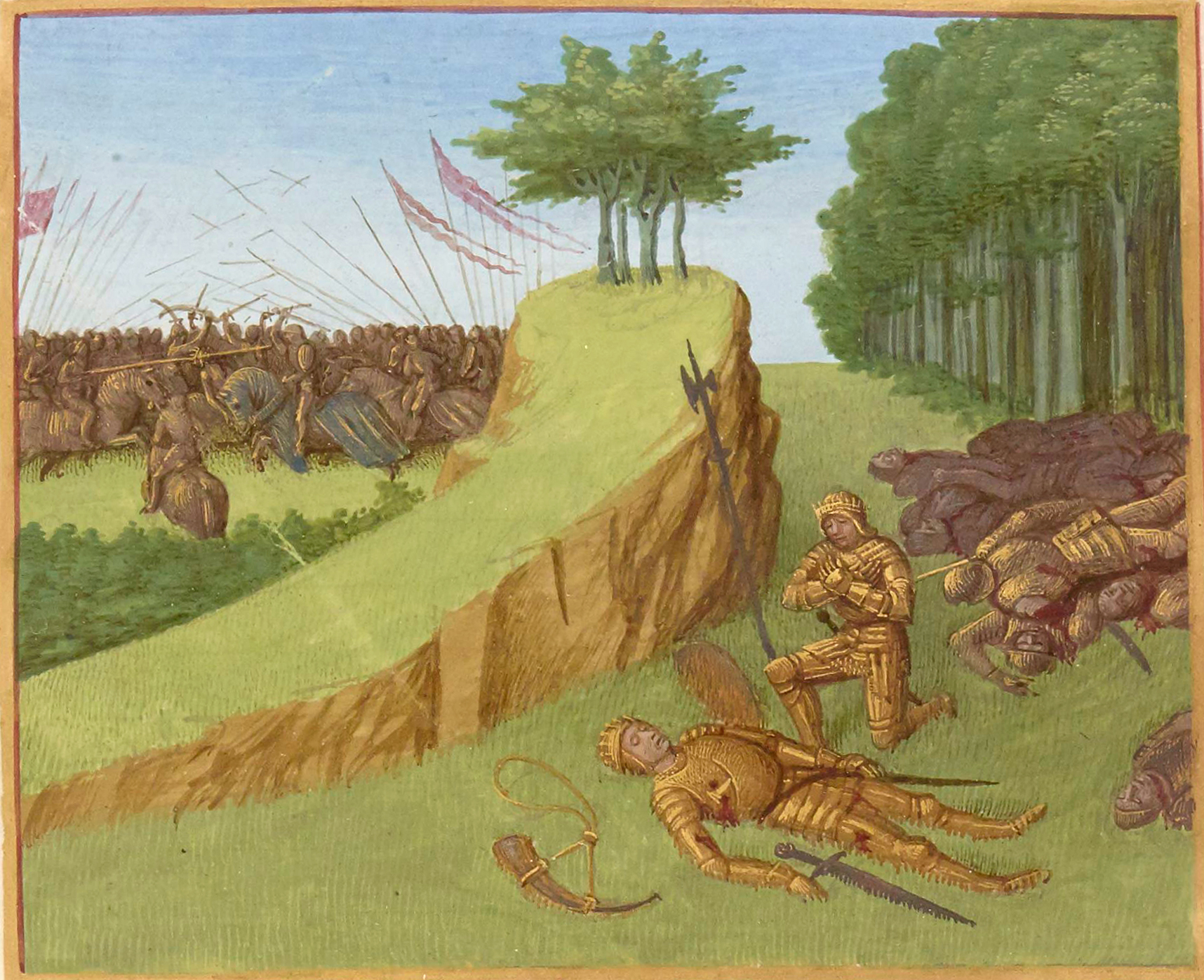
Bataille de Roncevaux en 778. Mort de Roland, dans les Grandes Chroniques de France, enluminées par Jean Fouquet, Tours, v. 1455–1460, BNF.

Le récit compte 46 chants. Le récit des événements procède de façon labyrinthique, passant d'une situation à une autre pour ensuite y revenir.
Le poème entrecroise des actions de multiples personnages, qui peuvent se rattacher à trois groupes principaux : 
1. le couple formé par Roger et Bradamante ;
2. Charlemagne et ses chevaliers en guerre contre les Sarrasins ;
3. le trio composé par Angélique (Orlando furioso) (it), Médor (Orlando furioso) (it) et Roland.

Angélique est une princesse d'Orient. Le chevalier Roland, qui en est follement amoureux, la cherche partout. Au chant X, Roger, un chevalier sarrasin, parvient à délivrer Angélique alors qu'elle était sur le point d'être avalée par un monstre marin ; il se sert pour cela d'un anneau merveilleux, d'un bouclier magique et d'un hippogriffe (mi-aigle, mi-cheval). Au chant XI, Roland arrive au même endroit et libère des griffes du même monstre marin une autre captive, Olympie. À la différence du Sarrasin, le franc Roland ne se sert pas d'objets magiques pour combattre, mais utilise une simple barque avec laquelle il pénètre dans la gorge du monstre, où il plante verticalement l'ancre entre le palais et la langue puis, sortant de l'eau, tire la corde attachée à l'ancre, amenant ainsi sur le rivage l'orque marine, qui meurt. Mais il découvre alors que c'est Olympie qui était attachée, une princesse qu'il avait déjà sauvée auparavant en faisant libérer son amant. Angélique, indifférente à son amoureux, rencontre par la suite un soldat sarrasin blessé, Médor, qu'elle soigne, dont elle devient amoureuse et qu'elle finit par épouser. Lorsque Roland découvre leur amour grâce à des graffitis avec leurs noms (« Angélique et Médor »), il devient furieux. Il part alors pour la guerre où il accomplit de nombreux exploits. Le chef des Sarrasins, Agramant, et le roi d'Alger, Rodomont, avaient progressé à travers l'Espagne puis le territoire français pendant la querelle de Roland et Renaud, tous deux amoureux d'Angélique. Astolphe, ami de Roland, aidera celui-ci à recouvrer la raison, et l'armée de Charlemagne parvient à triompher des Sarrasins aux portes de Paris ; ceux-ci sont alors chassés du pays.
Bradamante, sœur de Renaud, aime le chevalier Roger, qui l'aime également mais refuse leur union à cause d'une prophétie qui prédit sa mort à la naissance d'un enfant issu de son union avec Bradamante.
Le fil du récit est fréquemment interrompu par des récits secondaires ou des retours en arrière, des épisodes tirés de la mythologie gréco-romaine. Les personnages voyagent continuellement et parcourent de nombreux pays, l'auteur prenant plaisir à nommer nombre de villes.
Tout le poème est traversé par un fort courant féministe. L'auteur rappelle fréquemment que la femme est égale à l'homme, fustige ceux qui les maltraitent et présente plusieurs héroïnes, telle Bradamante et Marphise, qui renversent en combat singulier des chevaliers masculins des plus puissants. Ainsi, dans le chant XVIII, il est écrit que Marphise est "une femme, mais fière et intrépide dans les batailles. [...] Sa valeur était telle que, l'épée en main, elle avait plus d'une fois fait couler la sueur du front du redoutable sire de Brava, et du sire de Montauban. Nuit et jour armée, elle allait çà et là, cherchant à traverser les monts et les plaines des chevaliers errants à combattre, et à acquérir une gloire immortelle." Plusieurs autres chants mettent en avant ses exploits et son caractère belliqueux.

## Autour de l'œuvre

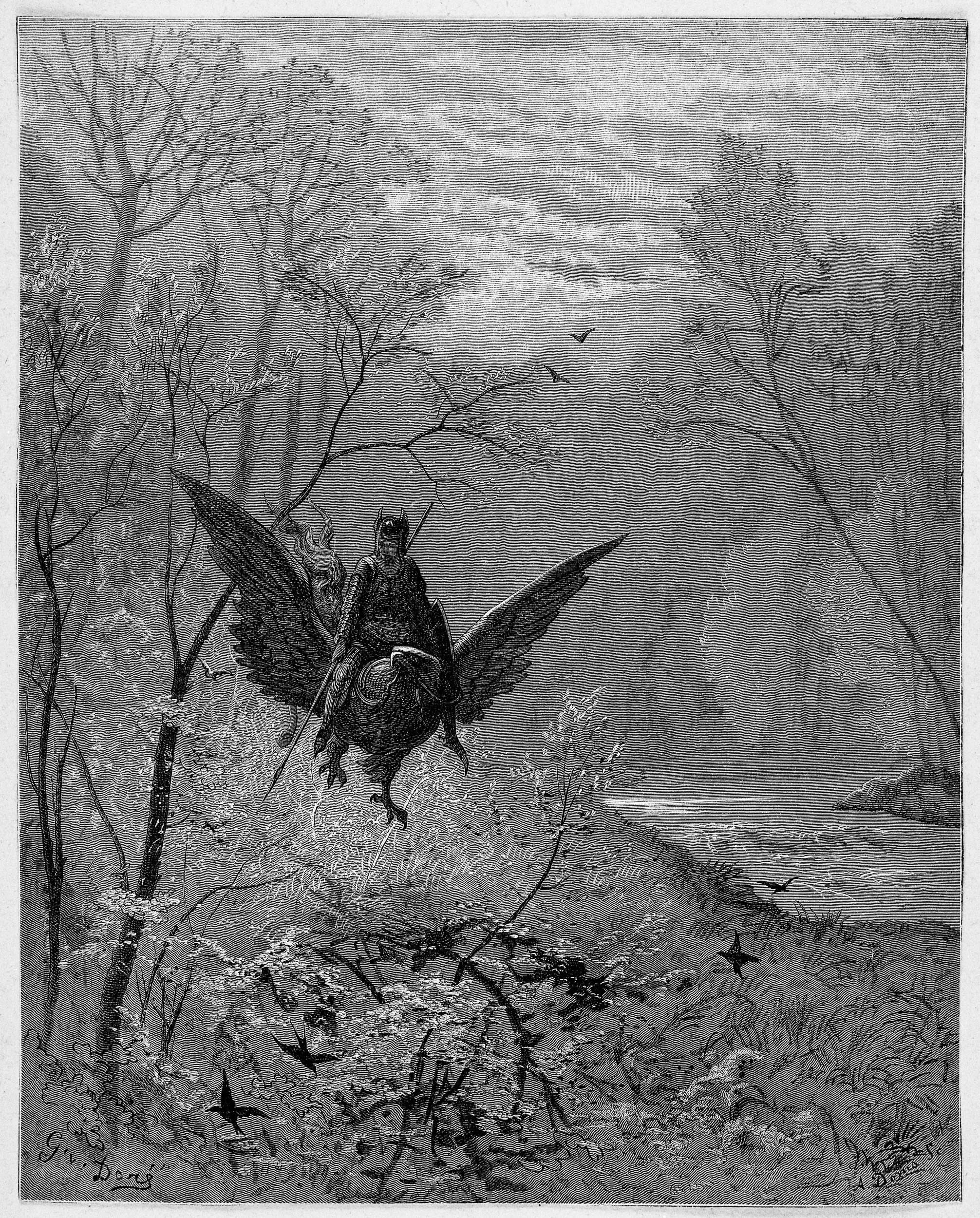
Illustration de Gustave Doré pour le Roland Furieux de Ludovico Ariosto.

S'il est censé s'agir du même Roland découvert par l'Occident dans La Chanson de Roland, chanson de geste de la fin du XIe siècle attribuée à Turold (Ci falt la geste que Turoldus declinet), aucune aventure toutefois ne l'y rattache véritablement. La Chanson est un récit d'exploits chevaleresques qui relate la défaite du comte Roland, supposé neveu de Charlemagne, à Roncevaux en 778 (épisode historique sans commune mesure avec l'immense succès littéraire qui en découlera) ; le texte de l'Arioste, lui, se situe carrément dans l'imaginaire et le prodigieux : voyage dans la Lune, aux Enfers et au Paradis où Astolphe rencontre l'apôtre Jean accompagné d'Énoch et d'Élie, chevauchée de l'Hippogriffe, etc.
La Chanson de Roland, écrite au moment de la première croisade (1096-1099), fait de Charlemagne un pré-croisé dont le souci principal (sinon unique) serait la défaite des Sarrasins. Mais, contemporain de la Chanson, paraît un texte latin, l’Historia Karoli Magni et Rotholandi, relatant les mêmes faits et attribué à l’archevêque Tilpin ; il sera sans cesse invoqué par les poètes ultérieurs comme source d'authenticité venue d’un contemporain de Charlemagne. Et si l’Arioste, lui, s’y réfère aussi plusieurs fois, c'est toujours pour s'en moquer.
De même, bien que présenté à sa sortie comme une suite du Roland amoureux, le Roland furieux en est assez éloigné, car il ne conserve pas le concept du « chevalier errant » ; il n'aborde plus ce thème que superficiellement, et son poème est empreint de ce qui a été appelé une « culture de la contradiction » qui fait écho à Érasme ou encore à Rabelais.
Plus tard, Hegel considérera que les nombreuses allégories et métaphores du poème sont là pour démontrer la faillibilité des sens et du jugement, plutôt que pour illustrer les mythes de la chevalerie[réf. nécessaire].

## Éditions

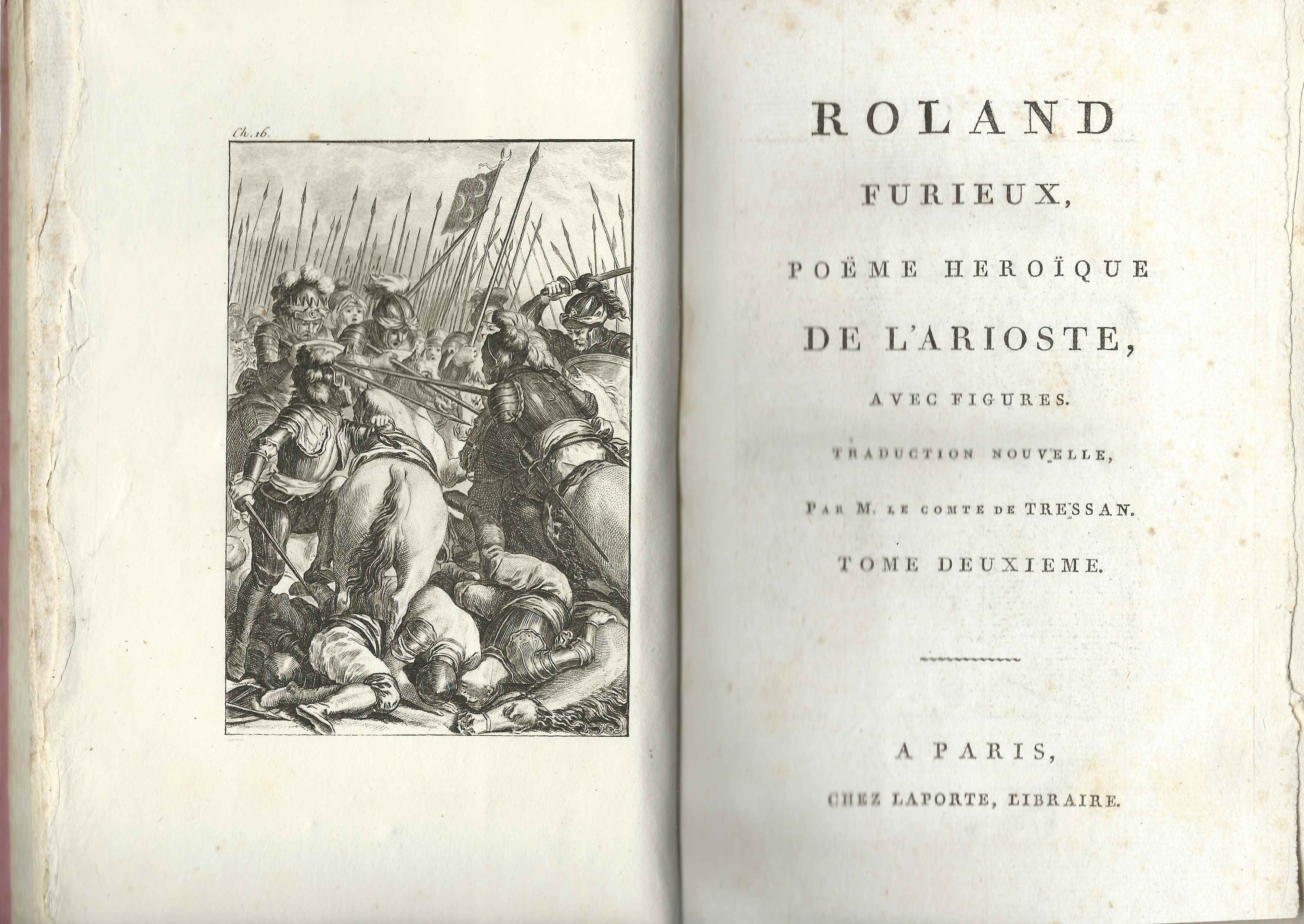
Tome 2 du Roland furieux
traduit par le comte de Tressan
Laporte éditeur à Paris, vers 1800

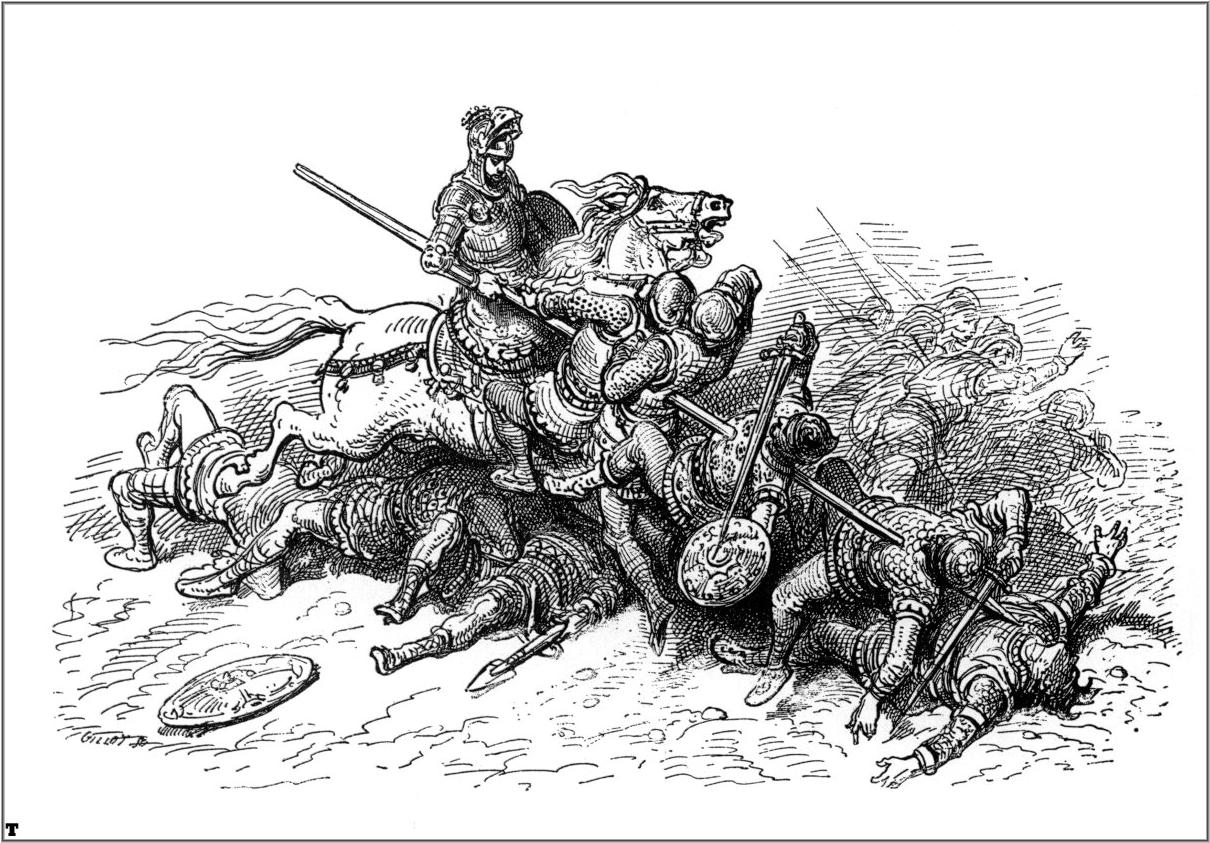
Illustration pour
l'édition du Roland furieux de 1878
Gustave Doré

Du vivant de l’Arioste, le poème est réédité sept fois entre 1516 et 1532.
À partir de 1546 paraissent plusieurs éditions illustrées. L’œuvre reste un succès de librairie jusqu’au XIXe siècle.

## Postérité
L'œuvre de l'Arioste fut une source d’inspiration inépuisable pour les poètes et les artistes. Le texte inspira des auteurs dramatiques, des musiciens, des poètes. La tapisserie, la peinture et la gravure s’emparèrent également de l'œuvre et lui valurent jusqu'au XIXe siècle une riche iconographie. Un certain nombre de scènes qui avaient la faveur du public et des artistes devinrent même emblématiques. C'est le cas de la scène qui représente Angélique captive (Dominique Ingres, Gustave Doré), celle des amours d'Angélique et Médor, et enfin l'épisode de la folie de Roland. Lorsque Jules Verne met en scène la folie amoureuse d'un mélomane dans son roman, Le Château des Carpathes, il se réfère à l'œuvre en faisant de son héroïne une cantatrice dont le dernier rôle fut celui d'Angélica. On doit encore à Alain Robbe-Grillet une Angélique ou l’enchantement, en 1988.

### Théâtre
- Isabelle de Nicolas de Montreux (1594).
- Dans sa comédie Comme il vous plaira (1599), William Shakespeare donne au personnage masculin le plus important le nom d'Orlando, et s'inspire des thèmes de la folie amoureuse développés par l'Arioste.
- En 1970, le metteur en scène Luca Ronconi en fait une adaptation qui marque l'histoire du théâtre ; Orlando furioso (série télévisée) (it)[réf. souhaitée][8].
- Un extrait du poème est cité dans Passim de François Tanguy[9]

### Musique
Parmi les musiques et opéras inspirés par cette œuvre à l'époque baroque, on peut citer :
- Luigi Rossi et Giulio Rospigliosi : Le Palais enchanté (1642)
- Jean-Baptiste Lully et Philippe Quinault : Roland (tragédie lyrique) (1685)
- Marc-Antoine Charpentier et Dancourt : Angélique et Médor H.506, pièce en 1 acte  (1685)
- André Campra et Antoine Danchet : Alcine, tragédie lyrique  (1705)
- Antonio Vivaldi : 2 opéras, Orlando finto pazzo (1714) et Orlando furioso (1727)
- Georg Friedrich Haendel : 3 opéras, Alcina (1735), Ariodante (1735) et Orlando (1733)
- Niccolò Piccinni : Roland, tragédie Lyrique, livret de Jean-François Marmontel, d'après Philippe Quinault, 1778, Paris

De plus, l'œuvre a inspiré des compositions postérieures parmi lesquelles :
- Augusta Holmès : Roland furieux (1876)
- Banco Del Mutuo Soccorso (groupe de rock progressif italien) : Orlando : Le Forme Dell'Amore (2022), album constitué de 15 pistes et « librement inspiré du poème Orlando Furioso par Ludovico Ariosto. »

### Peinture
- Un cycle de douze tableaux est conservé au musée d'Art Roger-Quilliot à Clermont-Ferrand. Autrefois dans la galerie du château d'Effiat (Puy-de-Dôme, ils datent probablement de la période de construction du château (1625-1632) et semblent avoir inspiré des tapisseries.
- Sebastiano Ricci : Medor et Angelique, vers 1716 est conservé au Musée Brukenthal à Sibiu[10]
- Jean Auguste Dominique Ingres : Roger délivrant Angélique.
- Andrea Casali, Fondation Bemberg Toulouse :Angélique et Médor
- Bartholomeus Spranger : Angélique et Médor.
- Giorgio De Chirico : Roger et Angélique.

Orlando Furioso dans la peinture
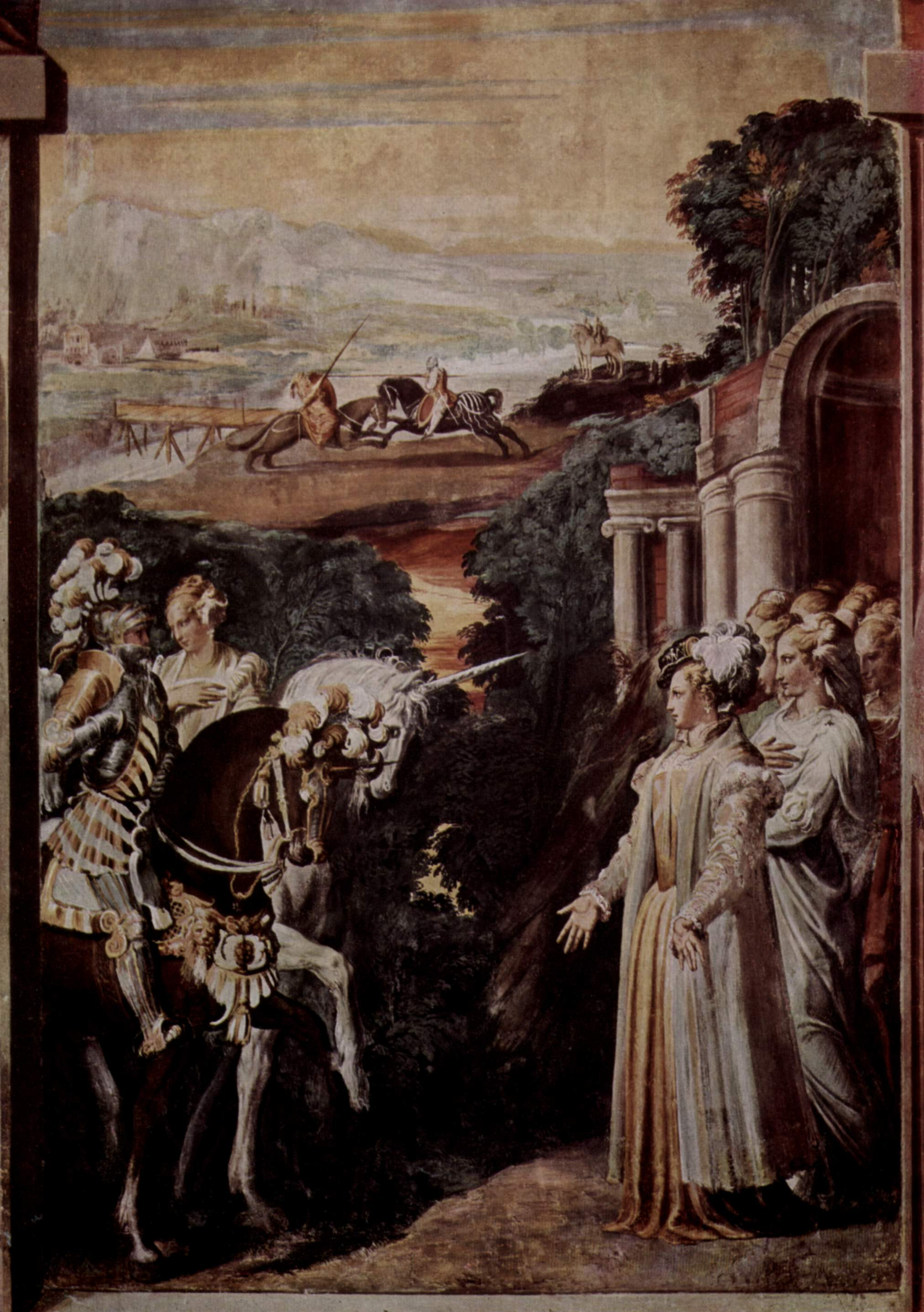
Alcina rencontre Roger Nicolò dell'Abbate Pinacothèque nationale (Bologne)
Medor et Angelique, v. 1716 Sebastiano Ricci Musée Brukenthal, Sibiu
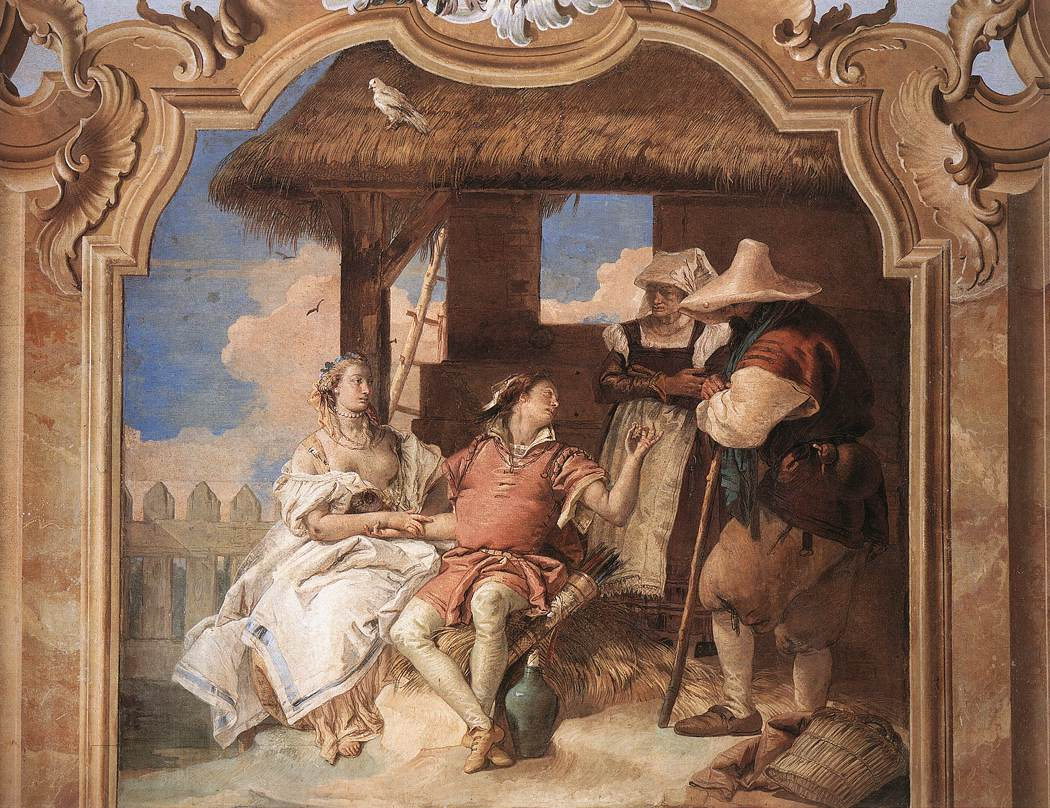
Les Adieux d'Angélique et de Médor Giambattista Tiepolo, 1750-1753 Villa Valmarana ai Nani, Vicenza
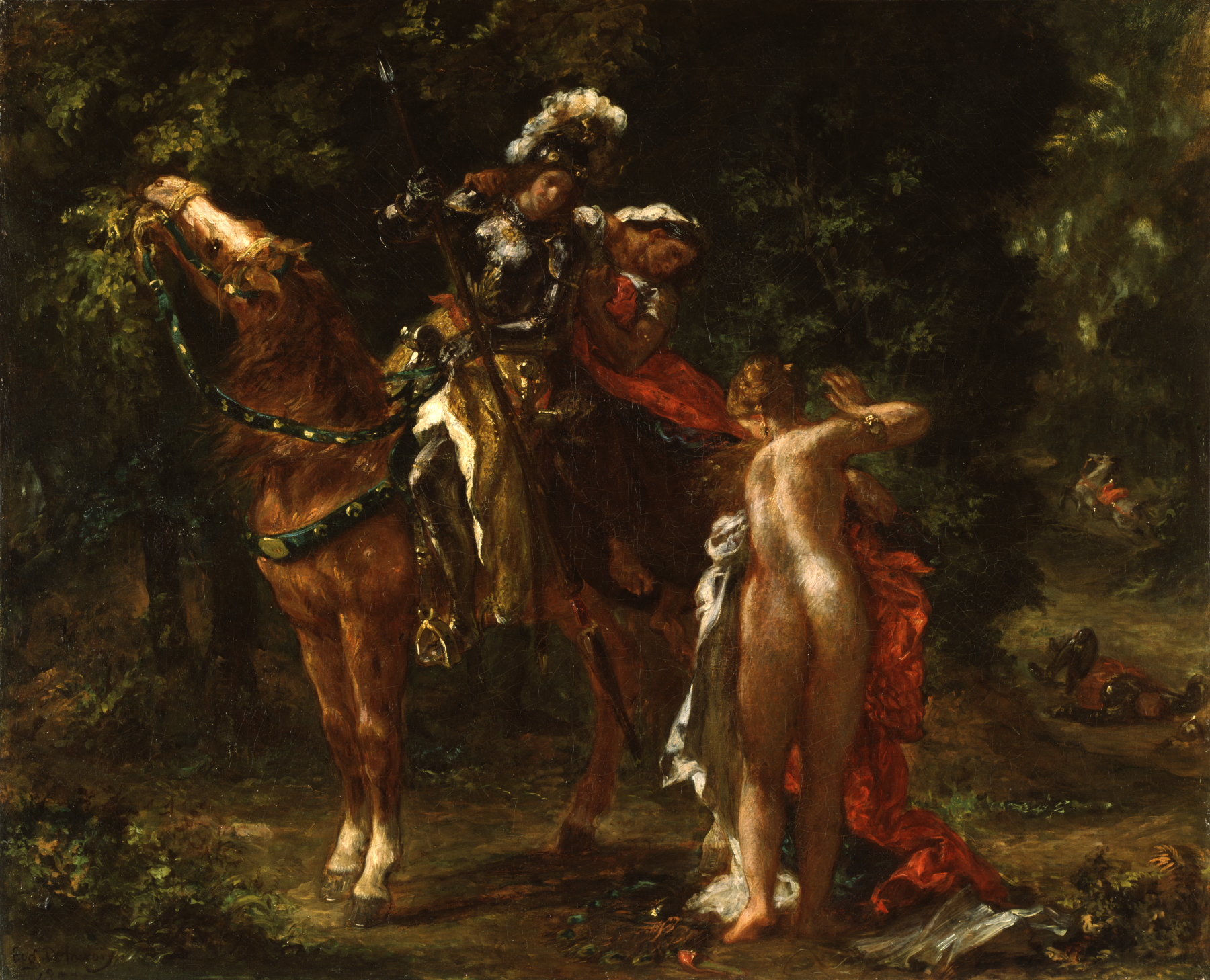
Marphise, 1852 Eugène Delacroix Walters Art Museum
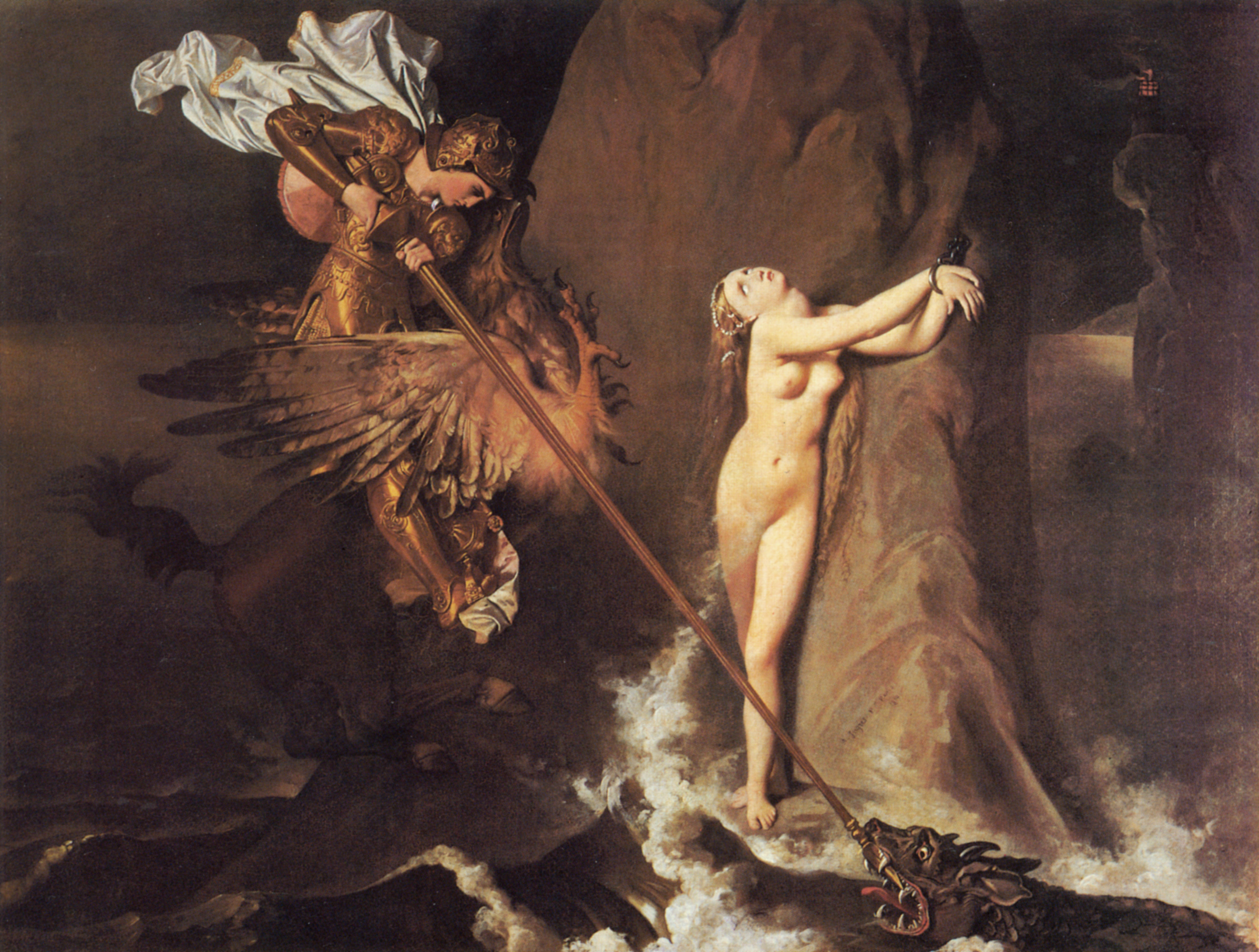
Roger délivrant Angélique Ingres, 1819.
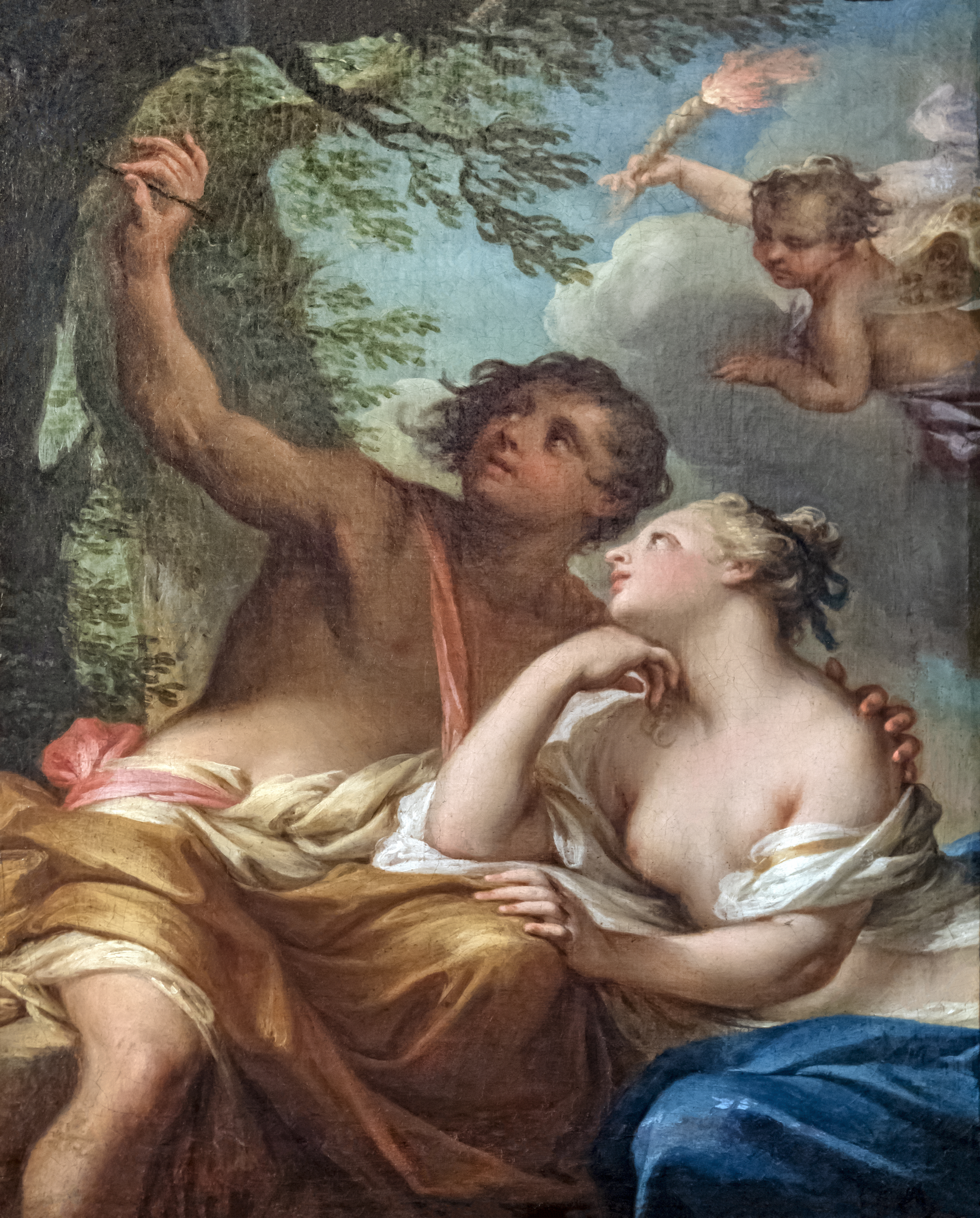
Angélique et Médor Andrea Casali Fondation Bemberg
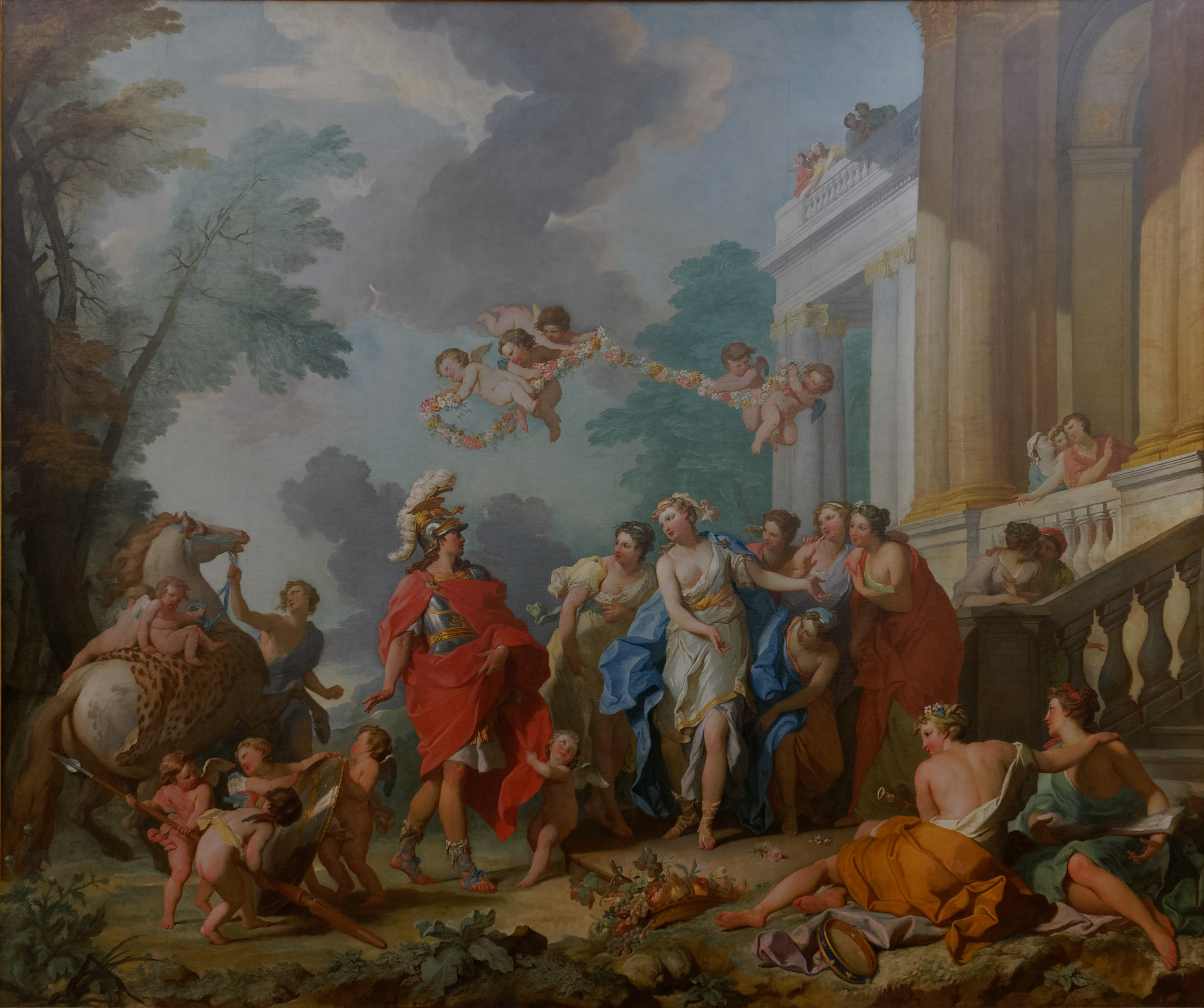
Roger arrivant dans l'île d'Alcine, 1740 Hyacinthe Collin de VermontMusée de Grenoble

### Bande dessinée
- Paperin Furioso (traduit en français par Paladin de Picsou VI), histoire de Luciano Bottaro mettant en scène Donald Duck dans un scénario similaire à Orlando Furioso.
- Furioso aux éditions Drakoo, scénario de Philippe Pelaez, dessins et couleurs par Laval NG, racontant l’histoire de Roland rendu fou par un amour impossible, et de son pire ennemi, Garalt, revenu d’entre les Morts.

### Télévision
- 1990 : Orlando furioso, téléfilm réalisé par Brian Large, captation d'une production scénique de l'opéra Orlando furioso de Vivaldi, avec Marilyn Horne et Susan Patterson, ainsi que l'orchestre et les chœurs du San Francisco Opera dirigés par Randall Behr

#### En italien
- Orlando furioso di M. Lodovico Ariosto ; rev. et ristampato, sopra le correttioni di Jeronimo Ruscelli ; ill. d'après P. Eskrich, Lyone : G. Rovillio, 1570. Sur Gallica
  - Orlando fvrioso di M. Lodovico Ariosto ; nuovamente adornato di figure de rame a Girolamo Porro, padovano, In Venetia : Appresso Francesco de Franceschi Senese e compagni, 1584
  - Orlando furioso di M. Ludovico Ariosto con le annotationi, gli avertimenti, & le dichiarationi di Girolamo Ruscelli, éd. de, Venitia : F. Valgrisi, 1603. Sur Gallica
  - Ludovico Ariosto, Orlando furioso, A cura di Lanfranco Caretti, Presentazione di Italo Calvino, 2 volumes, Turin, éd. Einaudi, 1966, 1992

#### Bilingue
- Arioste, Roland furieux, traduction de Michel Orcel, Paris, Seuil, 2 vol., 2000 (réédité, en français seulement, en coll. Points, le Seuil, 2021).
- Arioste, Roland furieux, traduction d'André Rochon, Paris, Les Belles Lettres, 4 vol., 1998-2002

#### En français
- Traductions anciennes :
  - en prose, par : Jean Martin, par Jean des Gouttes, 1544 Sur Gallica ; Jean-Baptiste de Mirabaud (1675-1760), 1741 ; d'Ussieux, 1775; Tressan, 1780 ; Panckoucke et Framery; A. Mazuy, 1830 ; A. Delatour, 1842 ; Philippon de La Madeleine, 1843, Francisque Reynard, Paris, Lemerre, 1880 Roland furieux
  - en vers par : Creuzé de Lesser Voltaire (quelques passages), par Panizzi, Londres, 1830, 8 vol. in-8°
- Traductions ou présentations modernes :
  - Arioste, Roland Furieux, traduction de Michel Orcel, op. cit.
  - Arioste, Roland Furieux, traduction de Francisque Reynard, préface d'Yves Bonnefoy, Paris, Gallimard (Folio) 2 vol., 2003 (l'édition reprend une vieille traduction en prose du XIXe siècle)
- Réécritures anciennes :
  - Philippe Desportes, Mellin de Saint-Gelais, Jean-Antoine de Baïf, Louis d'Orléans, Imitations de quelques chans de l'Arioste / par divers poètes françois..., Paris, L. Breyer, 1572: https://gallica.bnf.fr/ark:/12148/bpt6k71319w/f2.image
- Réécritures modernes :
  - Italo Calvino, Orlando furioso di Ludovico Ariosto raccontato da Italo Calvino, Milano, Mondadori, 1968 réédité en 1995. Traduit par Nino Frank, Garnier-Flammarion, 1982
- Études critiques :
  - Alexandre, Denise (études réunies par), Héroïsme et démesure dans la littérature de la Renaissance. Les avatars de l'épopée, Publications de l'université de Saint-Étienne, 1998
  - Baillet, Roger, Le Monde poétique de l'Arioste. Essai d'interprétation du Roland furieux, Paris, L'Hermès, 1977
  - Cioranescu, Alexandre, L'Arioste en France. Des origines à la fin du XVIIIe siècle, Paris, Éditions des Presses modernes, 1939
  - Doroszlai, Alexandre, Ptolomée et l'hippogriffe. La géographie de l'Arioste soumise à l'épreuve des cartes, Edizioni dell'Orso, 1998
  - Guidi, José ; Doroszlai, Alexandre ; Piéjus, Marie-Françoise ; Rochon, André ; Espaces réels et espaces imaginaires dans le Roland Furieux, Paris, Presses universitaires de la Sorbonne nouvelle, 1991
  - Greiner, Frank et Ternaux, Jean-Claude (études réunies par), L'Épopée et ses modèles de la Renaissance aux Lumières, Paris, Honoré Champion, 2002
  - Laradji, Aline, La Légende de Roland. De la genèse française à l'épuisement de la figure du héros en Italie, Paris, L'Hamattan, 2008
  - Lojkine, Stéphane. Le Roland furieux de l’Arioste : littérature, illustration, peinture (XVIe – XIXe siècles)
  - Orcel, Michel, Le Statut de la fureur, in Italie obscure, Belin, Paris, 2001, p. 13-25
  - Schneider, Marcel, Le Labyrinthe de l'Arioste, Paris, Grasset, 2003

#### Autres
- La Chanson de Roland. Le manuscrit qui se trouve à la bibliothèque Bodléienne d'Oxford, a été publié par Francisque Michel en 1837, in-8°, et par Génin en 1850, in-8°.
- La Chanson de Roland (traduction seule), Éd. Le Livre de Poche, 1997.
- La Chanson de Roland (bilingue), Éd. Flammarion (GF), 1999.

- Lesage (1668-1747). Traduction de Roland l’amoureux de Matteo Maria Boiardo, 1717, texte établi, présenté et annoté par Denise Alexandre-Gras, Publications de l’université de Saint-Étienne, 2001/ 2002.
- Armorial des poèmes carolingiens à la cour de Ferrare, Michel Orcel et Alban Pérès, ARCADES AMBO Ed., 2018[11]

##### Parodie
- Paperin Furioso (en français Donald Paladin de Picsou VI) une bande dessinée de 1966 par Luciano Bottaro mettant en scène Donald Duck dans une adaptation libre du Orlando Furioso[12].

##### Jeux des cartes à collectionner
- Orlando's Wars: lotta tra cavalieri, Enrico Maria Giglioli, 2014

##### Une curiosité
- Ariosto furioso, Chelsea Quinn Yarbro (traduction par Jean Bonnefoy), éd. Denoël, collection Présence du futur, 1981. Édition originale : Ariosto furioso, Chelsea Quinn Yarbro, Éd. Pocket Book, New York, 1980. Sous-titré Romance pour une Renaissance alternative, ce récit est une uchronie mettant en scène l'Arioste en train d'écrire une suite au Roland furieux qui se déroule en Amérique, récit où la realità (le monde où il vit) et la fantasia (le monde qu'il décrit) finissent par se rejoindre.